# Tabou (departement)
Tabou är ett departement i Elfenbenskusten. Det ligger i regionen San-Pédro, i den sydvästra delen av landet, 300 km sydväst om huvudstaden Yamoussoukro.